# Erb (Familienname)
Erb ist ein deutscher Familienname.

## Namensträger
- Alfons Erb (1907–1983), deutscher Journalist und der Gründer des Maximilian-Kolbe-Werkes
- Andreas Erb (Literaturwissenschaftler) (* 1958), deutscher Germanist und Literaturwissenschaftler
- Andreas Erb (Physiker), deutscher Physiker
- Andreas Erb (Archivar) (* 1969), deutscher Historiker und Archivar
- Andreas Erb (Journalist) (* 1980), deutscher Journalist
- Anselm Erb (1688–1767), deutscher geistlicher, Abt von Ottobeuren
- Barbara Erb (1956–2004), Schweizer Malerin und Grafikerin
- Carl August Erb (1791–1873), deutscher Rechtswissenschaftler und Philosoph
- Christian Erb (* 1959), Schweizer Diskuswerfer und Kugelstoßer
- Christoph Erb (* 1973), Schweizer Jazzmusiker
- Donald Erb (1927–2008), US-amerikanischer Komponist
- Eckhard Deschler-Erb (* 1963), Schweizer Provinzialrömischer Archäologe
- Elke Erb (1938–2024), deutsche Schriftstellerin
- Emil Erb (1881–1967), Schweizer Lehrer und Autor
- Erno Erb (1878–1943), polnischer Maler
- Ernst Erb (* 1936), Schweizer Sammler
- Ewald Erb (1903–1978), deutscher Literaturwissenschaftler
- Fritz Erb (1894–1970), Schweizer Journalist, Offizier und Sportfunktionär
- Gottfried Erb (1931–2019), deutscher Politikwissenschaftler
- Hans Erb (Historiker) (1910–1986), Schweizer Historiker, Archäologe und Museumskonservator
- Hans Erb (Architekt) (1924–2012), Schweizer Architekt
- Hans F. Erb (1927–1985), deutscher Journalist und Verlagsmanager
- Hans-Peter Erb (* 1958), deutscher Psychologe und Hochschullehrer
- Helmut Erb (* 1945), deutscher Trompeter und Hochschullehrer
- Herbert Freiherr von Stetten-Erb (1901–1970), deutscher Funktionär des Reichsarbeitsdienstes
- Hermann Erb (1901–1961), Schweizer Politiker (KPO, SP)
- Hugo Erb senior (1894–1952), Schweizer Unternehmer, siehe Erb (Unternehmen)
- Hugo Erb (Unternehmer) (1918–2003), Schweizer Unternehmer
- Hugo Erb, Deckname von Kurt Hälker (1922–2010), deutscher Marinefunker und Widerstandskämpfer
- Ingrid Erb (* 1963), deutsche Architektin und Bühnenbildnerin
- Jakob Erb (1858–1940), Schweizer Politiker
- Jochen Zoerner-Erb (* 1943), deutscher Theaterregisseur und Intendant
- Johann Adam Erb (1807–1871), deutscher Politiker, MdL Kurhessen
- Johannes Erb (1635–1701), Schweizer Geistlicher
- Jörg Erb (1899–1975), deutscher Religionspädagoge und Autor
- Jörg Erb (Musiker) (* 1960), deutscher Musiker, Komponist und Textdichter
- Josef Erb (1921–2006), deutscher Fußballspieler
- Josef Theodor Erb (1874–1934), Schweizer Geologe
- Joseph Erb (≈1735–≈1798), deutscher Architekt, Hochschullehrer an der Kunstakademie Düsseldorf
- Joseph Marie Erb (1858–1944), französischer Komponist
- Karl Erb (Sänger) (1877–1958), deutscher Opernsänger (Tenor)
- Karl Erb (Mediziner) (1894–1962), deutscher Chirurg
- Karl Erb (Journalist) (1926–2018), Schweizer Sportjournalist und Buchautor
- Karl August Erb (1791–1873), deutscher Rechtswissenschaftler und Philosoph, siehe Carl August Erb
- Klodin Erb (* 1963), Schweizer Malerin
- Leo Erb (1923–2012), deutscher Künstler
- Leopold Erb (1861–1946), österreichischer Lehrer und Politiker
- Lucien Erb (1887–1972), französischer Automobilrennfahrer
- Marie-Joseph Erb (1858–1944), französischer Organist, Komponist und Musikpädagoge
- Mario Erb (* 1990), deutscher Fußballspieler
- Martin Erb, deutscher Autor
- Matthias Erb (um 1494–1571), deutscher Reformator
- Paul Erb (1894–1984), US-amerikanischer Theologe
- Rainer Erb (* 1945), deutscher Soziologe und Autor
- Roger Erb (* 1961), deutscher Physiker und Hochschullehrer
- Roland Erb (* 1943), deutscher Schriftsteller und Übersetzer
- Rolf Erb (1951–2017), Schweizer Unternehmer und Betrüger
- Rolf Erb (Parteifunktionär), deutscher Parteifunktionär (CDU)
- Rudolf Müller-Erb (1910–1982), deutscher Kunsthistoriker
- Sabine Deschler-Erb (* 1963), Schweizer Archäologin, Archäozoologin und Hochschullehrerin
- Sara Erb (* 1993), österreichische Fantasy-Schriftstellerin mit einem Schwerpunkt im Genre Romantasy
- Thomas Erb (Mediziner) (* 1960), Schweizer Kinderarzt, Anästhesist und Hochschullehrer
- Thomas Erb (* 1966), Schweizer Sänger, Songwriter und Gitarrist, siehe Hank Shizzoe
- Tobias J. Erb (* 1979), deutscher Biologe und Chemiker
- Ute Erb (* 1940), deutsche Schriftstellerin und Lyrikerin
- Valentin Erb (* 1989), deutscher Schauspieler
- Volker Erb (* 1964), deutscher Jurist
- Werner Erb (1932–2017), deutscher Fußballspieler
- Wilhelm Erb (1840–1921), deutscher Neurologe
- Willy Schütz-Erb (1918–1992), deutscher Komponist und Dirigent